# Schönbrunni Állatkert

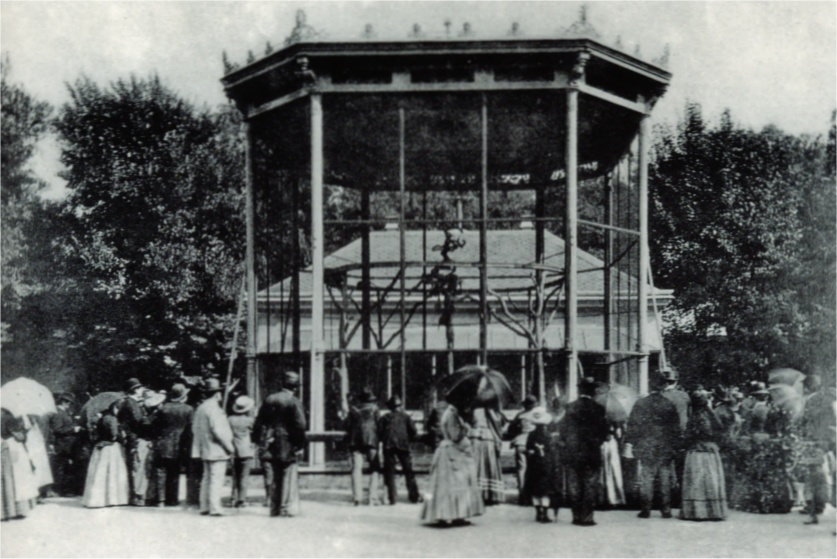
A majomház 1898-ban

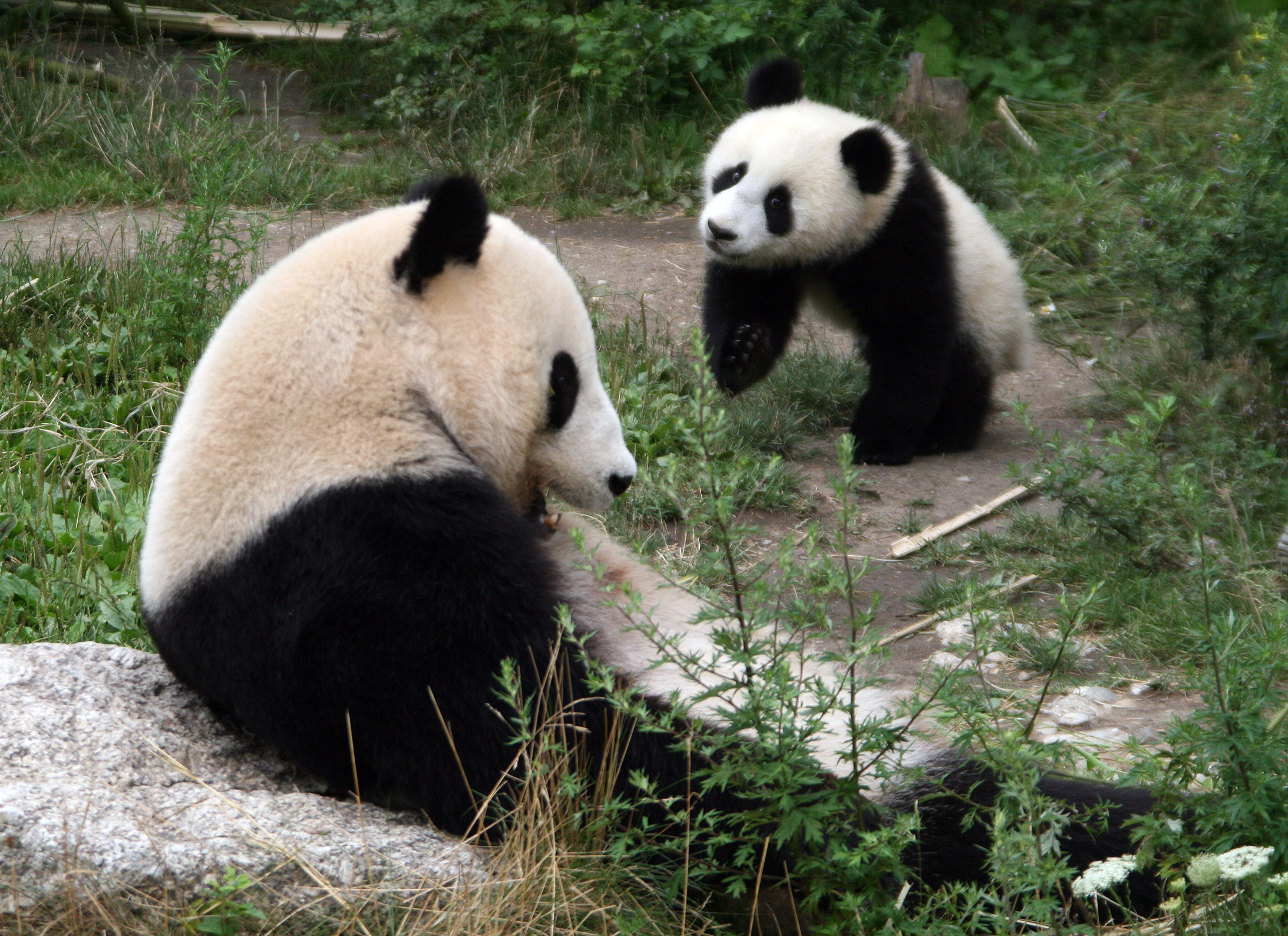
Óriás pandák (Ailuropoda melanoleuca)

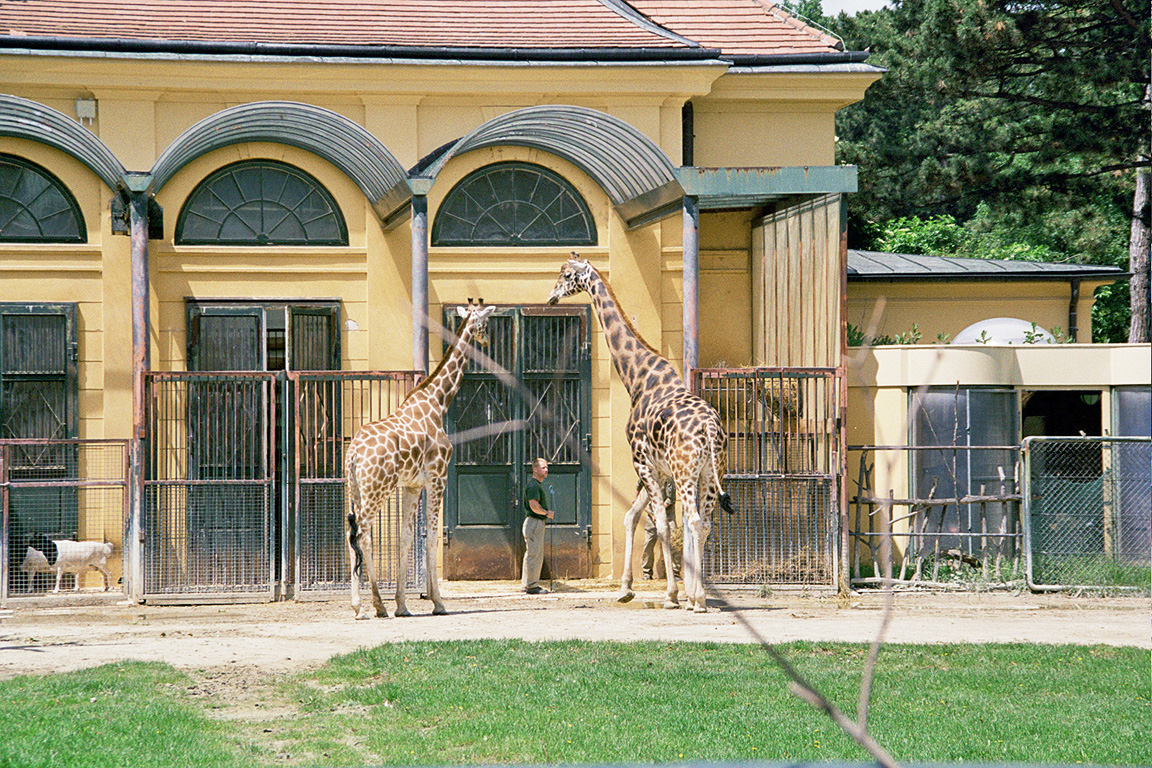
A zsiráfok kifutója

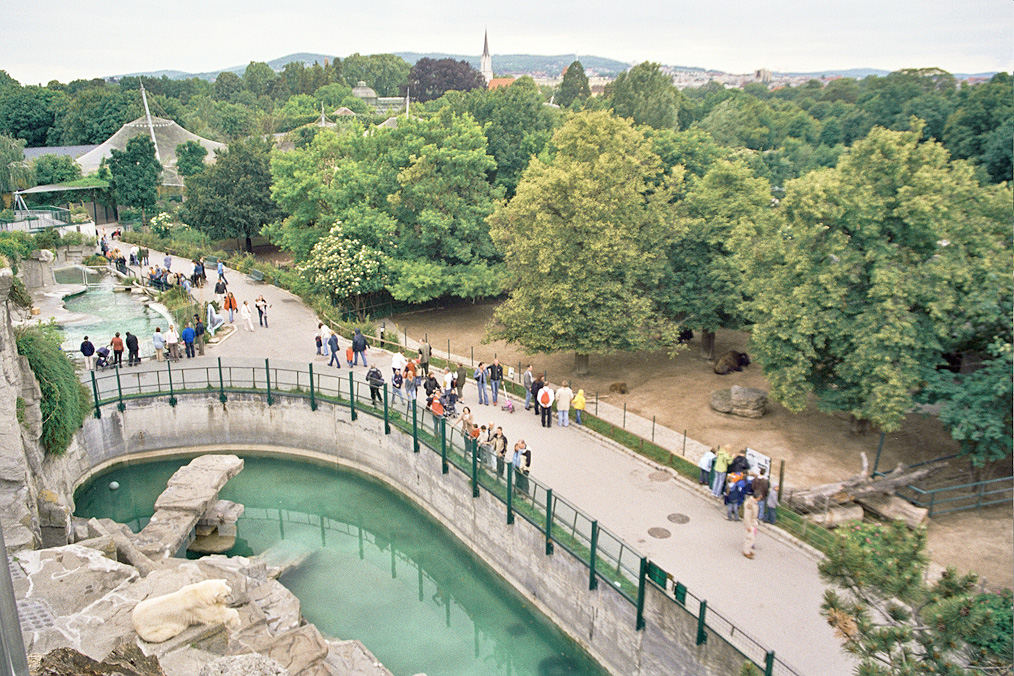
A jegesmedvék kifutója

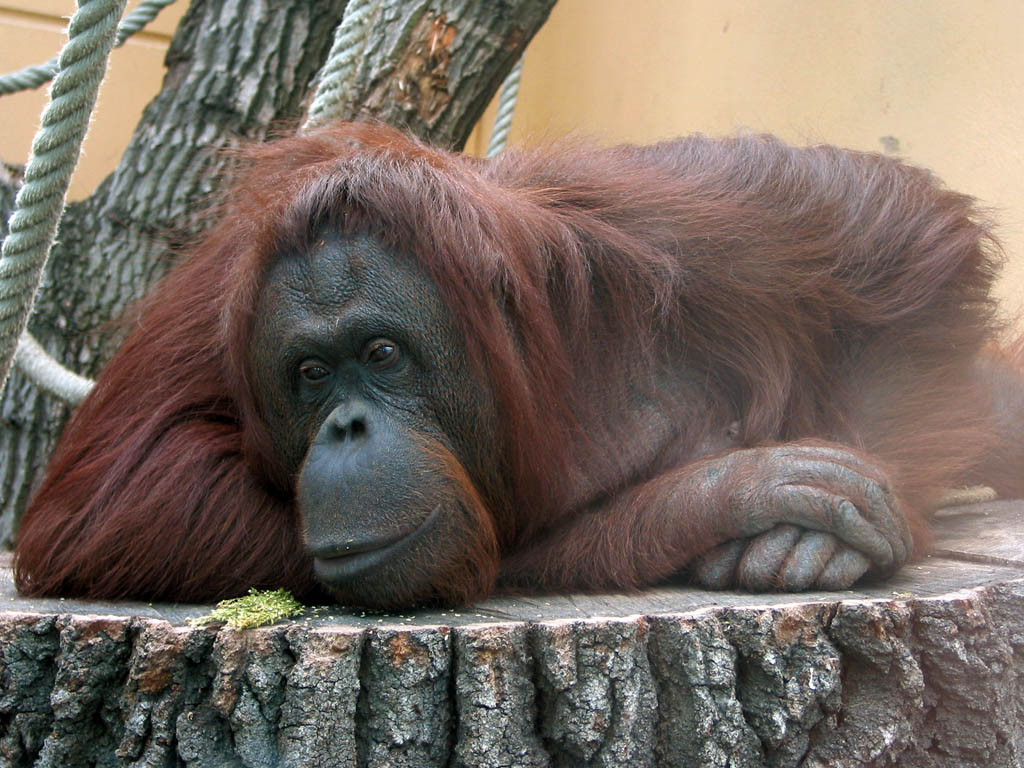
Orangután (Pongo sp.)

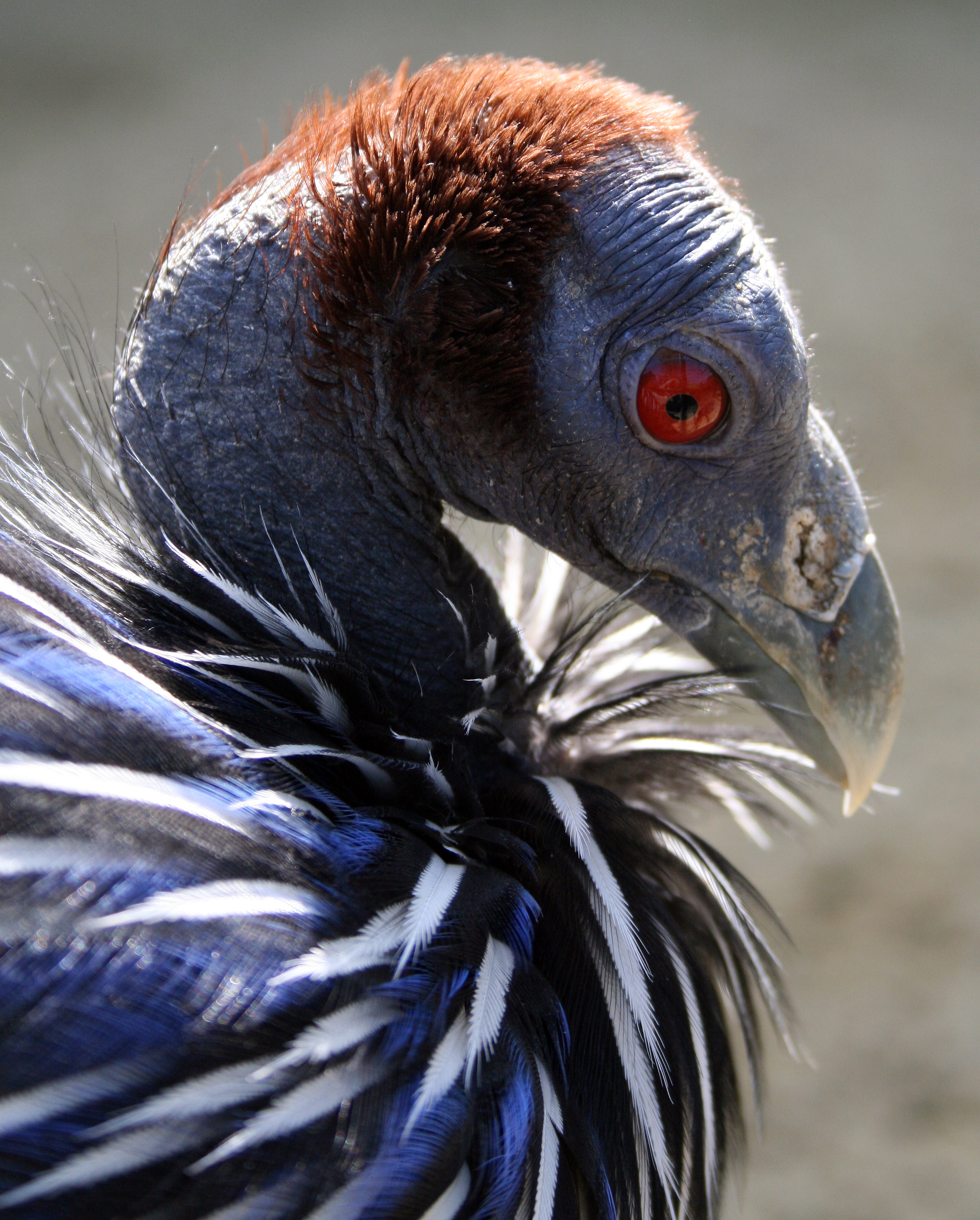
Keselyűfejű gyöngytyúk (Acryllium vulturinum)

A Schönbrunni Állatkert a világ legrégebb óta működő és egyetlen üzemelő barokk állatkertje. A schönbrunni kastély környezetének elemeként a világörökség része.

## Alapítása, története
Mária Terézia már gyermekkorában rajongott a schönbrunni kastélyért és annak kertjéért. Trónra lépve, 1740-ben itt rendezte be rezidenciáját, és Schönbrunn az udvari élet központjává vált. 1744 és 1765 között Nikolaus Pacassival rokokó stílusú kastéllyá bővítette és alakíttatta át az épületet.
Férje, a természetet kedvelő Lotaringiai Ferenc a kert reprezentatív kialakításán fáradozott; ennek részeként alapította meg a kastély hátsó udvarában az állatkertet is, ahová először 1752. július 31-én vezette nemes vendégeit. A létesítmény elődje az az állatsereglet volt, amit Savoyai Jenő herceg hozott létre a bécsi Belvedere kastély kertjében. Ezt az állományt vásárolta meg a kert alapításához Lotaringiai Ferenc: a Belvedere menazsériájából az a sas élt a legtovább, amely 117 fogságban töltött év után 1824-ben múlt ki. Ezután a királyi pár parancsára a nagykövetek és az utazó kereskedők vásároltak további állatokat a kert bővítésére.
Ekkor még csak pár tucat ketrecben tartottak „egzotikus” állatokat – elefántokat, tigriseket, medvéket, farkasokat - eleinte csak a császári család és a beavatottak szórakoztatására. Nem sokkal később, 1780-ban a létesítményt „minden megfelelően öltözött” érdeklődő számára megnyitották.
Az első zsiráf 1828-ban érkezett, és rögtön divatot is teremtett: az urak és hölgyek „zsiráfmintás” kesztyűkben, kalapokban, ruhákban pompáztak, sőt, zsiráf-galoppnak nevezett táncot jártak.
A világon először, 1906. július 14-én ebben az állatkertben született elefánt – a zoológusok addig azon a véleményen voltak, hogy ez az állat fogságban nem szaporodik.
A schönbrunni állatkert jelmondata azóta is az, hogy „Legyen ez az állatkert a boldog állatok otthona!”
1914-ben 3400 állat élt a kertben, de azt az első világháború után pénzügyi okokból csaknem bezárták. Ezt ugyan megakadályozta  a bécsiek  gyűjtőakciója, de a kert fenntartására bevezették a belépti díjat. A második világháború is nagy pusztítással járt, és utána többször is újra javasolták a kert bezárását.
1991-ben egy társaság vette át az állatkertet kezelését, és az igazgató Helmut Pechlaner lett. Ezután dinamikusan nőtt a látogatók száma, és a befolyó pénzekből számos új épületet (terrárium és akvárium, madárházak, elefántpark, a nagymacskáknak kifutó és Ausztrália-ház) építettek. A 250. évfordulóra adták át az esőerdő-házat, az állatkert történetéről pedig kiállítást nyitottak a Naturhistorisches Museumban. Jelenleg a majomházat építik az egykori schönbrunni filmstúdiók helyén, és itt alakítják ki az új látogatóközpontot is.
Ma a schönbrunni a világ egyik legmodernebb állatkertje, miközben sikerült megőrizni parkszerűségét. Területe apránként 17 hektárnyira duzzadt, de továbbra is harmonizál a szomszédos kastélykerttel: a tágas kifutókat pázsitok, virágok, sövények, kis tavak, árnyas fák stb. környezik, illetve választják el egymástól.

## Látnivalók
Az állatkert közepén meghagyták a 18. századi császári pavilont, ami ma kávézó és étterem, roppant népszerű kiülős hely.
A Tivoli-hidat Isidore Canevale építette az 1780-as években.
Szintén a múltat idézi a dombtető erdejében álló tiroli parasztház is, vendéglővel és tehenekkel.
A kertben 550 állatfaj háromezer egyede fogadja a látogatókat; ezek közül csak a nem szokványos látnivalókról emlékezünk meg.
- Az állatkert fő attrakciója és egyben jelképe a két óriáspanda – a nőstény Yang Yangot és a hím Long Hujt az osztrákok 2003 márciusában tíz évre kapták kölcsön a Kínai Népköztársaságtól. A becslések szerint mindössze ezer óriáspanda él a világon, ebből fogságban 140. Kínán kívül mindössze hat ország állatkertjében látni ilyen állatokat. Az állatkert kirobbanó sikere, hogy a párnak 2007. augusztus 23-án kölyke született – Európában ez előtt 25 évvel született utoljára óriáspanda. Az alig 100 grammosan napvilágot látott Fu Long (azaz „Szerencsés Sárkány”) 2008 augusztusában elérte a 18 kg-ot.
- A víz alatti életet akváriumházban mutatják be.
- Különlegesség a délkelet-ázsiai dzsungel élővilágát bemutató esőerdő-ház. Az 1000 négyzetméteres üvegház alsó szintjén a mocsarak, rizsföldek élővilágát tanulmányozhatjuk, a felső szinten a dzsungel tetejét szemlélhetjük meg, részben függőhidakon közlekedve.

További látványosságok:
- koalák,
- nagymacskák háza,
- sarkkörház,
- hüllőház.

## Külső hivatkozások
- A schönbrunni állatkert honlapja